# 中国南瓜
中国南瓜（学名：Cucurbita moschata）又名南瓜、金瓜、倭瓜，为葫芦科南瓜属下的一个种，原生于中美洲，被广泛引入到世界各地。

## 俗称
本种有许多栽培品种，因而有许多俗称，比如南瓜与倭瓜虽都是本物种的俗称，但有时也用来区别不同的栽培品种，比如倭瓜的形状也和南瓜有明显区别，倭瓜典型特征是两头粗，中间细的圆柱体；而南瓜是扁圆轱辘形状。倭瓜普遍含糖量较高，比较甜。熟透后表皮呈现棕黄色，表皮有浅黄色椭圆斑点。瓜内的籽比南瓜籽小，籽的形状比南瓜籽要规则的多，倭瓜籽的边缘有一圈深色线条（而南瓜籽没有这种线条）。